# Потенціометричний датчик

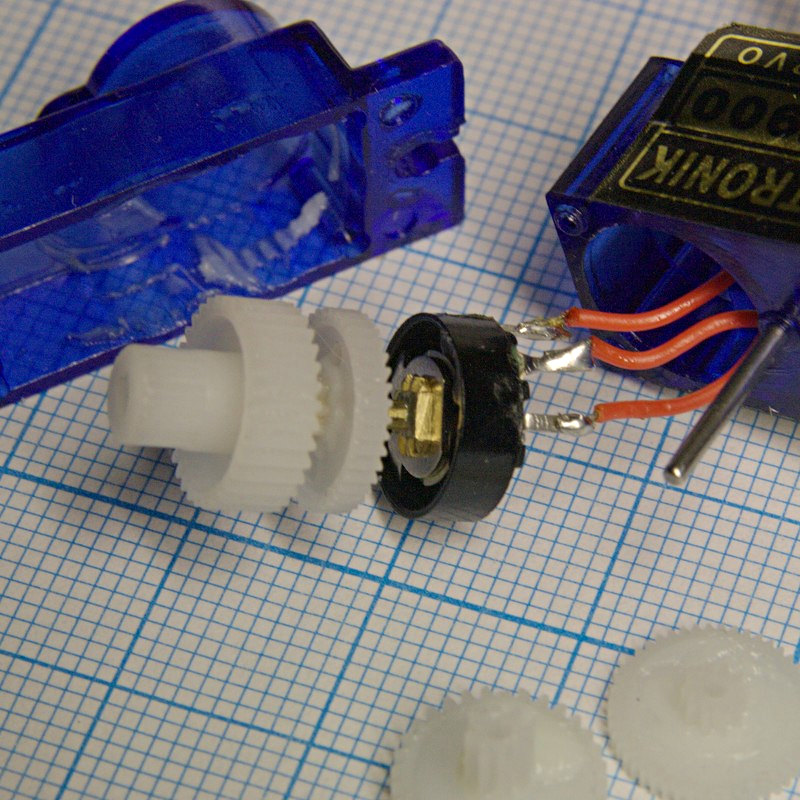
Потенціометричний давач кута повороту валу у сервомашинці

Потенціометричний датчик, потенціометричний давач або потенціометричний перетворювач, також реостатний давач — вимірювальний перетворювач, призначений для вимірювання та перетворення у електричний сигнал лінійних або кутових переміщень, тобто є перетворювачем переміщення, вхідним сигналом якого є положення рухомого контакту потенціометра (змінного резистора високої точності та стабільності), а вихідним — напруга, яку можна зняти з цього контакту або опір відповідної частини потенціометра.
Потенціометричні давачі використовуються як давачі положення механічних елементів системи, наприклад, дросельної заслінки, поплавця рівнеміра, пружного елемента в електромеханічних манометрах, валу сервомашинки. Давачі такого типу використовуються в системах промислової автоматики, автомобільній, корабельній, авіаційній та ракетно-космічній техніці[неавторитетне джерело].

## Принцип дії

U — напруга живлення давача
L — довжина робочого ходу щітки
x — положення щітки
U_{x} — вихідний сигнал

Чутливим елементом потенціометричного давача є потенціометр, рухомий контакт (щітку) якого з'єднано з механічним елементом, положення якого треба визначити. З електричної точки зору, у точці контакту щітки фіксований резистивний елемент ділиться на дві частини змінної величини, залежної від положення щітки. При використанні потенціометра як дільника напруги на його крайні контакти подається напруга живлення, а вихідним сигналом є напруга, яку знімають між рухомим контактом та одним з кінців резистивного елемента. Величина вихідного сигналу пов'язана з положенням щітки наступним співвідношенням[неавторитетне джерело]:

{\displaystyle U_{x}=U\cdot {\frac {R_{x}}{R}}}

де U — напруга живлення давача, R — повний опір потенціометра, Rx — опір між виводом початку резистивного елемента та рухомим контактом, Ux — вихідний сигнал. Якщо потенціометр має лінійну функціональну залежність, виконується співвідношення

{\displaystyle {\frac {R_{x}}{R}}={\frac {x}{L}}}

де L — довжина резистивного елемента, x — відстань між початком резистивного елемента та рухомим контактом. Залежність сигналу від положення в цьому випадку приймає вигляд

{\displaystyle U_{x}={\frac {U}{L}}\cdot x=k\cdot x}

де k = U / L — коефіцієнт перетворення потенціометричного давача.

## Функціональна залежність
Залежність положення рухомого контакту потенціометричного давача від вимірюваної фізичної величини може бути нелінійною. Наприклад, нелінійною є залежність висоти рідини від її об'єму у випадку резервуара складної форми. Для створення давача, вихідний сигнал якого пропорційний значенню вимірюваної величини, використовуються потенціометр, передавальна функція якого є оберненою до вказаної залежності.
Серійно випускаються потенціометри зі стандартними передавальними характеристиками, наприклад, алгебраїчною (квадратичною, кореневою) або тригонометричною залежністю.

Кусково-лінійна апроксимація лінійним потенціометром з двома відведеннями

У випадку складної характеристики, яку, проте, з достатньою для використання точністю вимірювання можна апроксимувати за допомогою кусково-лінійної функції, використовується потенціометр з лінійною залежністю та відведеннями від резистивного елемента й додатковий дільник напруги з постійних резисторів.
Нехай потенціометр з довжиною резистивного елемента L має два відведення у точках на відстанях x1 та x2 від початку елемента. За допомогою зовнішніх постійних резисторів напруги у цих точках встановлено U1 та U2 відповідно. Тоді при переміщенні щітки від нульового положення до точки x1 напруга на виході лінійно змінюватиметься від 0 до U1, при переміщенні від x1 до x2 напруга лінійно змінюватиметься від U1 до U2 і так далі. Передавальна характеристика потенціометричного перетворювача матиме вигляд:

{\displaystyle U_{x}={\begin{cases}{U_{1} \over x_{1}}\cdot x\;,\quad 0\leq x\leq x_{1}\\{\frac {U_{2}-U_{1}}{x_{2}-x_{1}}}\cdot (x-x_{1})+U_{1}\;,\quad x_{1}<x\leq x_{2}\\{\frac {U-U_{2}}{L-x_{2}}}\cdot (x-x_{2})+U_{2}\;,\quad x_{2}<x\leq L\end{cases}}}

## Конструкція
Залежно від характеру переміщення рухомого контакту потенціометричні перетворювачі діляться на перетворювачі лінійних та кутових переміщень.
У перетворювачів лінійних переміщень резистивний елемент виконується на прямому каркасі необхідної довжини. Робочий хід, а разом з ним і діапазон вимірюваних лінійних переміщень, обмежуються довжиною робочої частини резистивного елемента.

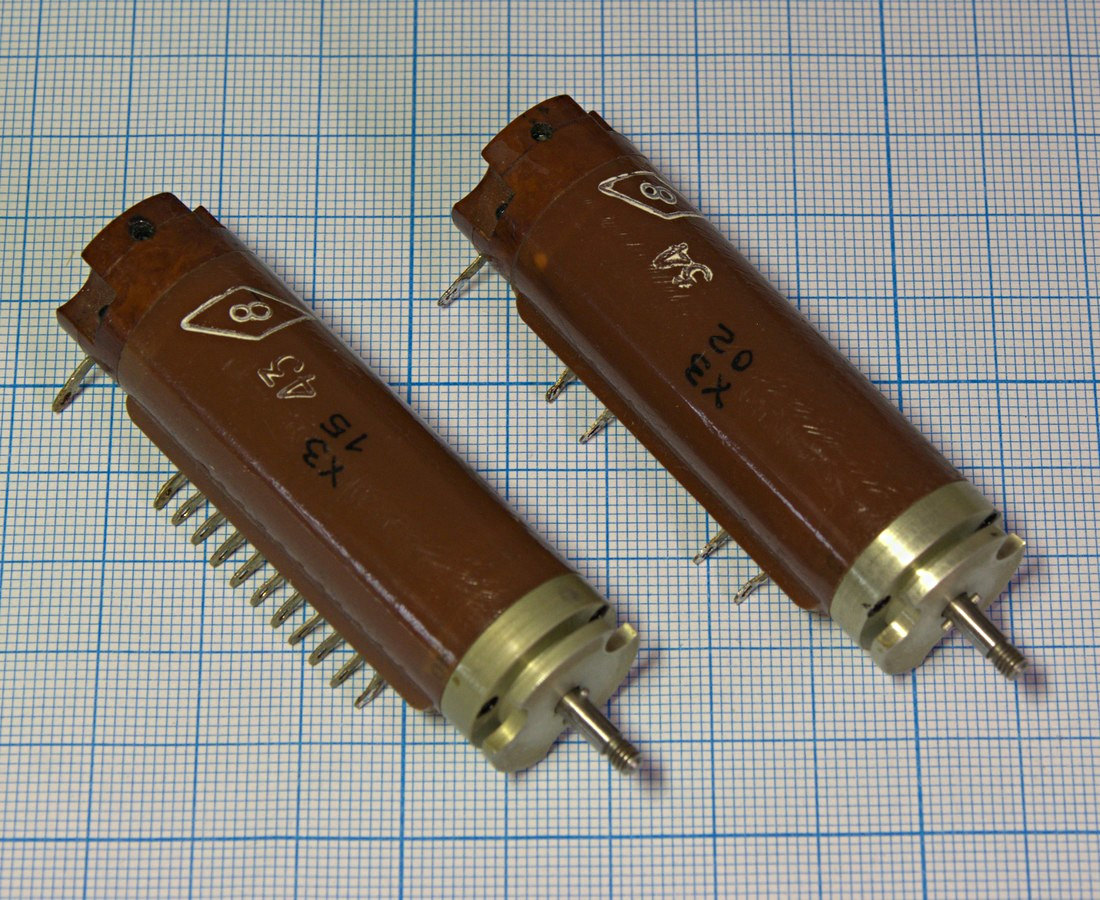
Прецизійні 20-оборотні потенціометри ППМЛ-ИМ з лінійною характеристикою і дев'ятьма та двома відведеннями

Каркас перетворювачів кутових переміщень виготовляється у вигляді дуги кола. Робочий кут зазвичай дещо менший за 360 градусів. Для розширення діапазону вимірювань випускаються так звані «багатооборотні» потенціометри, робочий кут яких становить 1800°, 3600°, 7200° (5, 10, 20 обертів валу). Каркас таких потенціометрів розміщується по гвинтовій лінії.
Резистивний елемент потенціометричного датчика часто виконується у вигляді дротяного резистора. У цьому випадку на каркас намотується тонкий ізольований емаллю або шаром окислу електричний провід з матеріалу з високим питомим опором та низькою залежністю цього параметра від температури. Найчастіше використовується манганин, константан, фехраль.
Для виготовлення давачів з підвищеною зносостійкістю та стійкістю до корозії використовується сплав, що складається з 90 % платини та 10 % іридію. Також у цих випадках використовується дріт з інших сплавів на основі платини, наприклад, платина-паладій, платина-рубідій.
У перетворювачах низького класу точності використовується дріт діаметром 0,1…0,4 мм. Платино-іридієвий сплав дає можливість виготовити дріт діаметром до 0,03 мм, який використовується у перетворювачах високого класу точності.
Щітка виготовляється з кількох дротинок платино-іридієвого чи платино-берилієвого сплаву або пластинок з фосфористої бронзи.
Для виготовлення каркаса використовується ізоляційний матеріал, наприклад, гетинакс, текстоліт, кераміка. Використовуються також каркаси з алюмінію, ізольованого лаком або плівкою окислу. Завдяки високій теплопровідності алюмінієві каркаси дозволяють збільшити густину струму в провіднику резистивного елемента, що збільшує чутливість перетворювача.

## Переваги та недоліки
Основні переваги потенціометричних давачів: висока точність та стабільність функції перетворення, мале значення перехідного опору, низький рівень власних шумів.
Основні недоліки потенціометричних перетворювачів: невелике значення роздільної здатності, обмежені можливості при використанні змінного струму, наявність ковзного контакту, що призводить до обмеженої кількості робочих циклів давача[неавторитетне джерело].